# Cosmas Ndeti
Cosmas Ndeti (24 de novembro de 1971) é um corredor de longa distância queniano, tricampeão da Maratona de Boston nos anos 90. Venceu a prova consecutivamente em 1993–94–95 e em sua segunda  vitória estabeleceu um recorde para o percurso – 2:07:15 – que só foi quebrado doze anos mais tarde, por um compatriota, Robert Kipkoech Cheruiyot, em 2006.
Religioso, ele correu com a inscrição "com fé em Jesus tudo é possível" em seu tênis de corrida no dia de sua primeira vitória e batizou seu filho como Gideon Boston Ndeti, nascido dois dias depois dela.